# Andrea Noè
Andrea Noè (* 15. Januar 1969 in Magenta (MI), Italien) ist ein ehemaliger italienischer Radrennfahrer.

## Karriere
Andrea Noè begann seine internationale Karriere 1993 beim Radsportteam Mapei. Nach vier Jahren wechselte er zu Asics-CGA und wurde mit diesem Team beim Giro d’Italia 1997 mit einem Etappensieg zum ersten Mal erfolgreich. Daraufhin ging er wieder zurück zu Mapei-Quick-Step und beendete den Giro d’Italia 2000 auf dem vierten und 2001 auf dem sechsten Platz. Außerdem gewann er in der Saison 2000 noch eine Etappe bei der Tour de Romandie. 2003 wechselte er dann zu Alessio und wurde wiederum Vierter bei der Italien-Rundfahrt. Zwischen 2006 und 2009 fuhr Noè für das italienische UCI ProTeam Liquigas-Bianchi. In seiner Karriere nahm er 16-mal am Giro d’Italia teil und erreichte dabei 14-mal das Ziel. Ende der Saison 2011 beendete er seine Karriere als Berufsradfahrer.

## Erfolge
1998
- eine Etappe Giro d’Italia

2000
- eine Etappe Tour de Romandie